# Колесо Сира

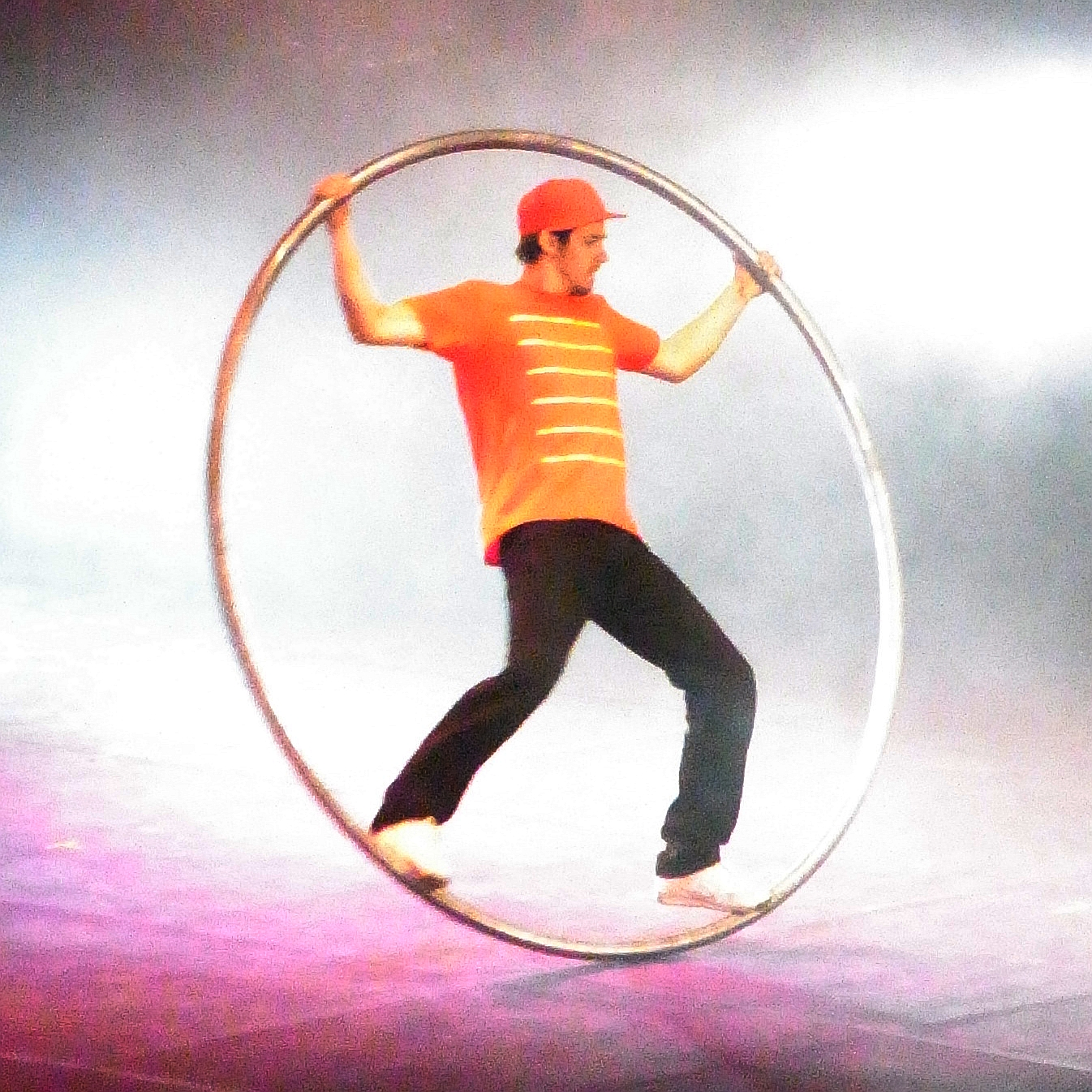
Выступление с колесом Сира на рурском фестивале 2011 года в Парке полярной звезды

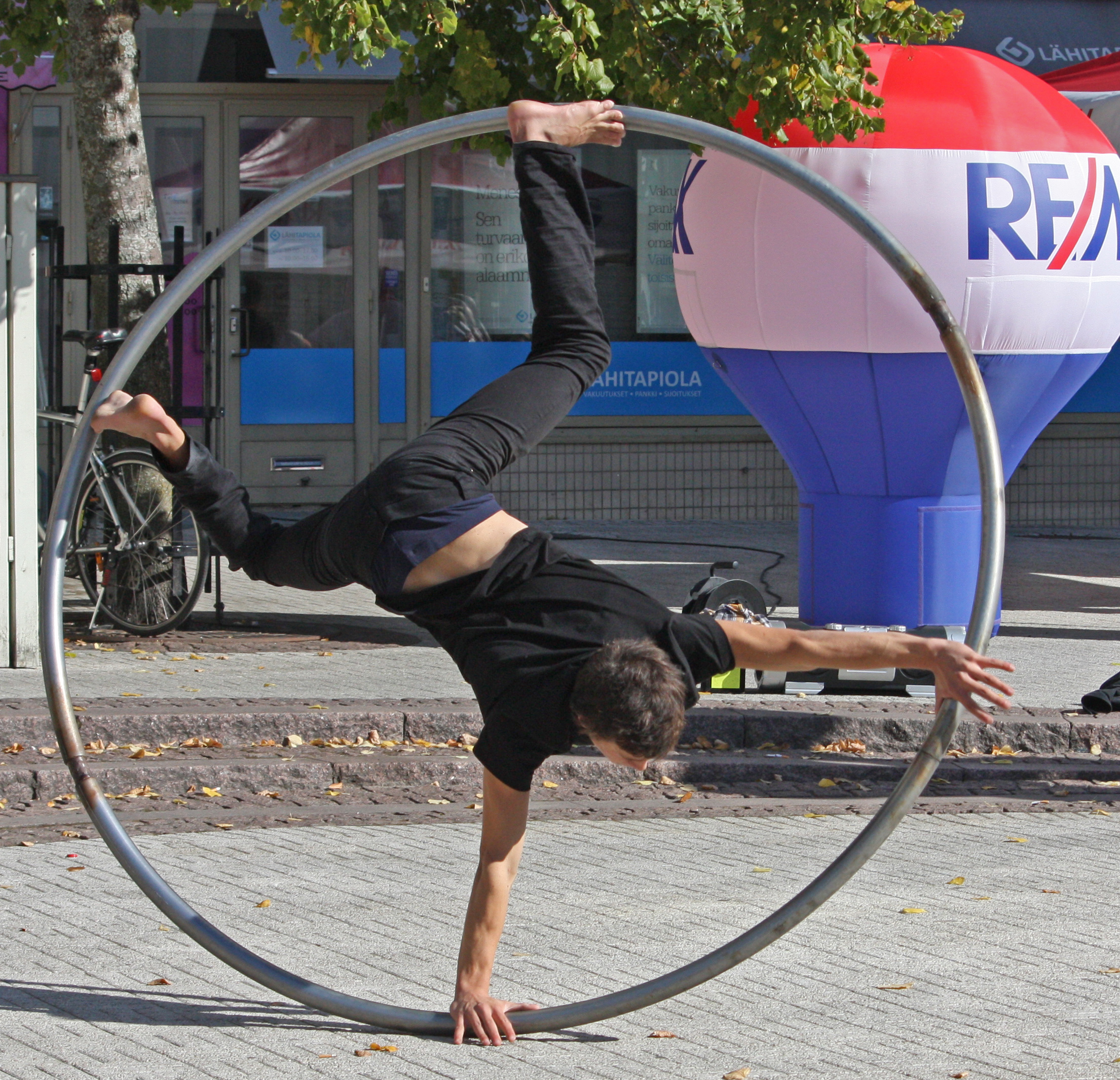
Уличный артист на цирковом фестивале в Кераве в 2013 году

Колесо Сира (англ. Cyr wheel) также известно как простое колесо — акробатический инструмент, представляющий собой большой металлический обруч, диаметр которого, как правило, на 10-15 см больше, чем рост артиста. Акробатические номера исполняются на вращающемся колесе. Артист держится за колесо Сира руками и ногами, массой тела раскручивает обруч и, пребывая внутри него, исполняет различные трюки. Инструмент имеет некоторое сходство с немецким цирковым колесом. Однако немецкое колесо состоит из двух больших обручей, соединённых между собой горизонтальными перекладинами и имеющих ручки, в то время как колесо Сира представляет собой единственный обруч без ручек. Колесо Сира получило своё название по имени акробата Даниэля Сира, который начал активно использовать его в своих выступлениях в конце XX века.
Существуют сведения о похожем изобретении, которое использовалось спортсменами в середине XX века в Германии. Данное устройство называлось моноколесом (нем. Einreifen) и было разработано Адальбертом Рековским как разновидность популярного на тот момент Rhönrad (нем.) (немецкого колеса).
В 1996 году колесо стало заново использоваться как цирковой реквизит Даниэлем Сиром, выпускником Национальной школы цирка в Монреале и одним из основателей цирка Cirque Éloize. По словам Сира, идея создания колеса пришла к нему от большого обруча и старой круглой кованой вешалки. Изобретение прошло несколько этапов — от стального колеса до алюминиевого с добавлением противоскользящего покрытия из ПВХ. В конечном итоге колесо Сира было реализовано как многоэлементная конструкция, которую можно разобрать для облегчения транспортировки. Впервые колесо было представлено в номерах цирка Cirque Éloize, который гастролировал по Северной Америке, Европе и Азии с 1997 по 2002 год. Впоследствии Даниэль Сир представил номер с колесом в 2003 году на фестивале Mondial du Cirque de Demain в Париже, где получил серебряную медаль за своё выступление.
С момента недавней популяризации сотни цирковых артистов по всему миру использовали колесо Сира в своих выступлениях. В 2011 году Федерация спортивной гимнастики США совместно с тренерами и артистами цирка École Nationale de Cirque de Montréal разработала правила соревнований на колесе Сира. Первое такое соревнование прошло в Чикаго в октябре 2011 года, а первый мировой турнир по акробатике на колесе Сира состоялся в ходе 10 чемпионата мира по колёсной гимнастике, который проходил с 7 по 14 июля 2013 года в Чикаго.
На текущий момент колесо Сира профессионально преподаётся в национальных школах цирка Бельгии, Великобритании, Франции, Канады, Австралии.
Первая в России профессиональная школа по обучению цирковому жанру «Колесу Сира» была основана акробатом Константином Шерстнёвым. 20 октября 2012 года его выступление с колесом Сира было показано в телепередаче Минута славы на Первом канале.
Колесо Сира обычно изготавливается из стальных или алюминиевых трубок диаметром около 38 мм. Зачастую оно состоит из 3 или 5 отдельных частей, скрепленных стальными или алюминиевыми муфтами, и покрыто противоскользящим покрытием, чтобы усилить трение и защитить металл.
Существуют как большие разновидности колеса Сира, так и устройства уменьшенного размера, которые не требуют больших помещений и позволяют выполнять трюки без рук.